# Grazia Di Fresco
Grazia Di Fresco (* 7. Mai 1979 in Stuttgart) ist eine deutsche Sängerin italienischer Abstammung. Bekannt wurde sie im Sommer 2006 mit ihrer unter dem Künstlernamen Sha veröffentlichten Debütsingle JaJa, die auf Platz 30 der deutschen Singlecharts kam.

## Biografie
Grazia Di Fresco wuchs in Schwieberdingen in der Nähe von Stuttgart auf. Nach dem Abitur im Jahr 2000 am Hans-Grüninger-Gymnasium in Markgröningen zog sie 2003 nach München und veröffentlichte ein Jahr später als Künstlerin Grazia das Lied Rome or Paris auf dem Independent-Label ZYX Music. Von 2001 an war sie fünf Jahre lang beim Musikproduzenten Goar B in der Münchner Produktionsfirma Unicade Music unter Vertrag.
Später arbeitete Di Fresco als Künstlerin Sha gemeinsam mit ihren Produzenten Benjamin Olszewski, David Sobol und Ole Wierk (produziert u. a. auch für den Dance-Act Groove Coverage) an ihrem Debütalbum. 2006 wurde sie vom Plattenlabel EMI Music unter Vertrag genommen.
Ihre Debütsingle JaJa erschien Anfang August 2006. Die Aufnahme enthält die abgewandelte Bassline des Liedes Under Pressure von Queen und David Bowie, die auch schon im Titel Ice Ice Baby des US-amerikanischen Rappers Vanilla Ice verwendet wurde.
Am 24. August 2007 erschien ihre dritte Single Respect the Girls und am 31. August wurde ihr Album Kein Scheiß! veröffentlicht. Sha und ihre Single Respect the Girls waren eng mit der Kampagne „Respect the Girls“ von Bravo Girl verbunden.
Nachdem die gemeinsame Zusammenarbeit mit EMI Music um das Jahr 2008 beendet wurde, zog Sha sich erstmals aus der Öffentlichkeit zurück. Von 2013 bis 2015 war Di Fresco Sängerin und DJ der bayrischen Schlager-Band Die Chilis. Seit 2016 war sie wieder als Solokünstlerin im Italo-Pop aktiv und Teil der Formation Musica Ribelle. Auf der Bernhard-Brink-Kompilation Unendlich, welche 2016 veröffentlicht wurde, war sie beim Duett Domenica vertreten. Für das Album Meine Helden von Pivo Deinert, das 2018 erschien, sang sie den Song 100.000 Bilder. Pivo Deinert hatte schon 2004 für ihre erste Single Rome or Paris mit ihr zusammen die B-Seite Canto per te geschrieben.
In April 2020 teilte Di Fresco über ihrer Instagram-Seite mit, dass sie unter dem Pseudonym Sha ein musikalisches Comeback plane und ein neues Album bereits in Vorbereitung sei. Die erste Singleauskopplung daraus trägt den Titel Für immer jung und erschien am 30. Oktober 2020. Es handelt sich hierbei um eine deutschsprachige Neuauflage des Originals Forever Young von Alphaville. Produziert wurde der Song von David Sobol, der auch schon an ihrem ersten Album Kein Scheiß! beteiligt war. Die zwei weiteren Singles Wir machen Wunder wahr und Nur für dich folgten Ende 2020.

## Diskografie

### Studioalben
| Jahr | Titel Musiklabel  | Höchstplatzierung, Gesamtwochen, AuszeichnungChartplatzierungen (Jahr, Titel, Musiklabel, Platzierungen, Wochen, Auszeichnungen, Anmerkungen) | Höchstplatzierung, Gesamtwochen, AuszeichnungChartplatzierungen (Jahr, Titel, Musiklabel, Platzierungen, Wochen, Auszeichnungen, Anmerkungen) | Anmerkungen                           |
| Jahr | Titel Musiklabel  | DE | AT | Anmerkungen                           |
| ---- | ----------------- | --- | --- | ------------------------------------- |
| 2007 | Kein Scheiss! EMI | DE41 (4 Wo.)DE | AT64 (1 Wo.)AT | Erstveröffentlichung: 31. August 2007 |

### Singles
| Jahr | Titel Album                            | Höchstplatzierung, Gesamtwochen, AuszeichnungChartplatzierungen (Jahr, Titel, Album, Platzierungen, Wochen, Auszeichnungen, Anmerkungen) | Höchstplatzierung, Gesamtwochen, AuszeichnungChartplatzierungen (Jahr, Titel, Album, Platzierungen, Wochen, Auszeichnungen, Anmerkungen) | Anmerkungen                                                   |
| Jahr | Titel Album                            | DE | AT | Anmerkungen                                                   |
| ---- | -------------------------------------- | --- | --- | ------------------------------------------------------------- |
| 2006 | JaJa Kein Scheiss!                     | DE30 (11 Wo.)DE | AT42 (9 Wo.)AT | Erstveröffentlichung: 4. August 2006                          |
| 2007 | Vergiss Mich Kein Scheiss!             | DE33 (7 Wo.)DE | AT55 (3 Wo.)AT | Erstveröffentlichung: 23. Februar 2007                        |
| 2007 | Respect the Girls Kein Scheiss!        | DE74 (6 Wo.)DE | AT38 (9 Wo.)AT | Erstveröffentlichung: 24. August 2007                         |
| 2007 | Verdammt, ich lieb’ Dich Kein Scheiss! | DE35 (9 Wo.)DE | — | Erstveröffentlichung: 24. August 2007 Original: Matthias Reim |

Weitere Singles
- 2004: Rome or Paris (als Grazia)
- 2020: Für immer jung
- 2020: Wir machen Wunder wahr
- 2020: Nur für dich
- 2021: Das was ich will bist du
- 2021: Schatten der Nacht
- 2022: Baby
- 2022: Ich lieb dich

### Gastbeiträge
- 2011: Tintarella di Luna (auf der EP-Single Tequila/Tintarella di Luna von Tape Five, mit Tape Five; als Graziella)
- 2016: Domenica (auf der Kompilation Unendlich von Bernhard Brink)
- 2018: 100.000 Bilder (auf dem Album Meine Helden von Pivo Deinert)